# 社会心理学

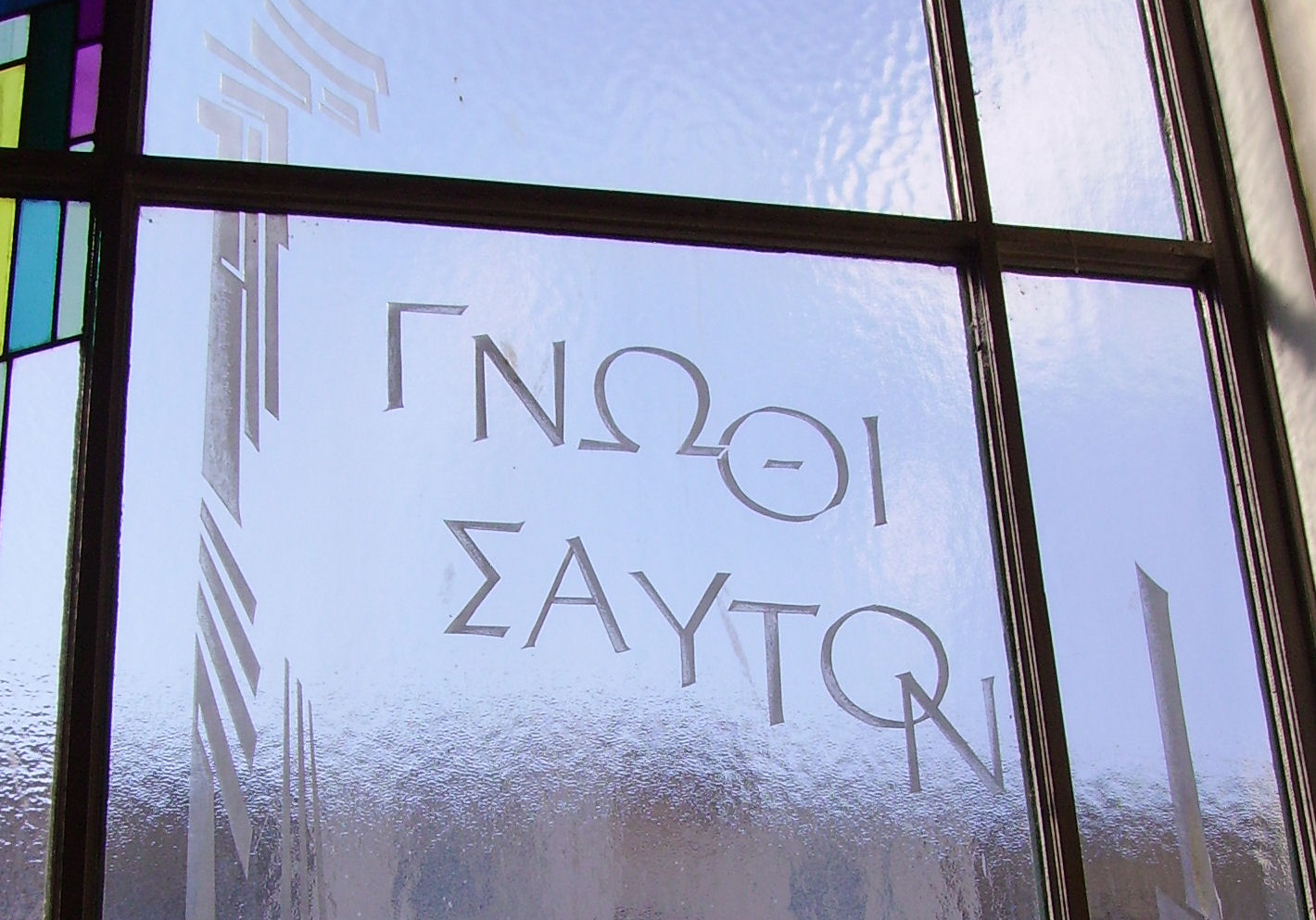
「γνώθι σεαυτόν」认识你自己

社会心理学（英語：Social Psychology）是一门研究个体和群体的社会心理、社会行为及其发展规律的科学:7。同时，社会心理学也是一门介于心理学和社会学之间的交叉边缘学科:2，在一定程度上填补了两学科之间的空白。
社会心理学可以帮助个体认识自己和他人，了解社会和生活的意义:1-6。通常可以将社会心理学的研究领域分为以下三种：:8-9
- 个体过程：主要研究和个体有关的心理和行为，包括成就行为和个体的工作绩效、社会态度和态度改变、归因、认知过程和认知失调、个体知觉和自我意识、个体人格和社会发展，以及应激和情绪问题；
- 人际过程：主要研究人和人之间的相互作用，包括侵犯和助人行为、人际吸引和爱情、从众和服从、社会交换和社会影响、非言语交流，以及性别角色和性别差异；
- 群体过程：主要以群体和宏观文化及社会环境的角度研究个体和群体的心理和行为，包括跨文化比较、环境心理、团体过程和组织行为、种族偏见和伦理问题，以及健康心理。

社会心理学的研究层面可以分为以下三种：:5-9
- 个体社会心理学：主要研究在特定社会环境下，个体的心理和行为特征对个体社会因素的影响。包括个体的社会化、自我意识、社会动机、社会认知、态度、态度改变和人际关系等方面；
- 群体社会心理学：主要研究团体成员之间、成员和其他个体之间、团体和其他团体之间的相互作用，包括人际互动、团体凝聚力、从众和服从等和团体相关的问题；
- 应用社会心理学：应用社会心理学是一门将社会心理学的理论方法实际运用在理解和解答社会问题的应用学科，可以分为理论、研究和实践三个领域，也可以分为知识建构、利用和干预、改善生活质量三个领域。

## 发展历史

### 产生阶段
1895－1934年是社会心理学的产生阶段。一般认为，具备较为完整理论体系的社会心理学诞生于19世纪末。1895年，由美国印第安纳大学的诺曼·特里普莱特教授所进行的首场社会心理学实验标志了美国社会心理学研究的开始:13。1908年，由英国心理学家威廉·麦独孤所著的《社会心理学导论》和由美国心理学家李·罗斯所著的《社会心理学》的出版，标志了社会心理学理论的正式建立。1924年，在美国心理学家高尔顿·威拉德·奥尔波特证明了实验是理解个体社会行为的重要手段之后，人们开始真正注意到社会心理学:14。
在科学心理学建立并发展最为迅速的学派时期前期，尚未形成较为完整的社会心理学理论体系，只有一些与之相关的观念存在于此时期最有影响力的三大心理学流派中:10。

#### 精神分析
约19世纪末－20世纪30年代，精神分析学派中的古典精神分析学派只关注个体的内部因素对个体心理特质的影响。20世纪30年代以后，后弗洛伊德主义者开始更为关注意识和社会文化对个体心理特质的影响:10-11:30-34。

##### 古典精神分析
约1889年，奥地利心理学家西格蒙德·弗洛伊德创立了古典精神分析理论。其将个体心理特质的发展归因于内部因素的影响，并忽视外部社会因素的影响。此时个体心理特质的发展被看作是一个独立于外部世界的封闭体系:10。
瑞士心理学家卡尔·荣格继承并发展了古典精神分析的无意识理论。其将无意识分为了个体无意识和集体无意识，更强调社会文化对个体心理发展的影响。古典精神分析学派逐渐向新精神分析学派过渡:10。

##### 新精神分析
在新精神分析学派中，包含一种社会文化学派，其观点明确指出了社会文化对个体心理特质发展的影响。支持者主要有以下三人：:10-11
- 德国心理学家卡伦·霍妮认为：家庭环境和教育方式决定了人格的发展趋势；
- 美国心理学家哈里·斯塔克·沙利文认为：社会影响对人格的发展有着重要作用，应该从人际关系的角度看待人格的发展过程；
- 美国心理学家阿布拉姆·卡迪纳（英语：Abram Kardiner）认为：社会文化的变化为检验和发展人格理论提供了支持，应该用文化材料来说明人格的发展过程。

#### 行为主义
行为主义反对研究意识，认为个体的行为完全并单纯地受外部环境所影响，并认为正负强化比来自于社会环境的影响更有效:11:27。
在20世纪5、60年代以后，随着社会心理学和认知心理学的发展，行为主义受到了前所未有的质疑和挑战:12。

#### 人本主义
人本主义心理学是由美国心理学家亚伯拉罕·马斯洛和美国心理学家卡尔·罗杰斯借鉴现象学和存在主义哲学的观点所创立的心理学流派。其认为个体都是单独存在的，强调个体内部因素的整体性，而不重视个体的社会性:12:30-34。

### 初步发展阶段
1935－1945年是社会心理学的初步发展阶段。此时期发生的1929年经济危机和第二次世界大战使人们切身体会到了社会因素对日常生活的重要性:14。
1936年，美国心理学家发起了一个专门对社会问题进行深入研究的组织——社会问题的心理学研究协会。与此同时，种族主义在德国的兴起也使心理学家开始从社会层面去研究个体行为。德裔美国心理学家库尔特·勒温提出应该将内部因素和外部因素相结合，同时分析二者对个体社会行为的影响，这为社会心理学的研究指出了一条以研究相互作用的新思路:14。

### 初步繁荣阶段
1946－1969年是社会心理学的初步繁荣阶段。在第二次世界大战结束后，许多心理学家从欧洲移居至美国，这极大地推动了美国本土心理学的发展。与此同时，他们继承并发展了格式塔心理学“重视认知过程对个体社会行为的作用”的思想，开始关注文化等社会因素对个体的影响:14-15。
1950年，德国社会学家狄奥多·阿多诺发现德国反犹太情绪的产生是受当地人的权威人格所影响。1961年，由美国社会心理学家斯坦利·米尔格拉姆所开展的对服从行为进行研究的米尔格拉姆实验和由美国社会心理学家利昂·费斯廷格所提出的认知失调理论标志了社会心理学的繁荣:14。

### 危机阶段
20世纪70年代是社会心理学的危机阶段。尽管此时期的社会心理学发展迅速，但有许多问题依然无法被解决——此时期实验社会心理学盛行，而其结果却不能很好地解释个体的行为。部分心理学家对这些实验结果的外部效度产生了怀疑并进行反省:15。
但很快心理学家便开始将生态效度作为衡量实验效度的主要部分，并发现在实验设计足够完备的情况下，基于行为指标进行的实验社会心理学实验所得到的结果依然能够解释个体的行为规律。为了提高生态效度，参与观察和现场研究这两种方法成为了社会心理学中常用的研究方法:15。

### 繁荣阶段
20世纪80年代至今是社会心理学的繁荣阶段。此时期社会心理学的研究领域越来越广泛并更贴近现实生活，社会心理学家开始关注所有和现实生活有关的问题，社会心理学也开始在全球范围内发展起来:15。
与此同时，整合了生物学和心理学观点的社会神经科学的发展也使社会心理学家开始研究社会行为和情绪行为等的生物（神经）基础和心理基础。现代生物学技术越来越多地被应用于实验社会心理学的研究中:15-16。

## 研究取向和研究层面

### 研究取向
社会心理学是一门结合了社会学和心理学的交叉学科，研究者会因为其学科背景的不同而有着不同的研究取向，在研究目的和思路上也会有所不同:20。
|                | 心理-社会心理学                            | 社会-社会心理学                        |
| -------------- | ------------------------------------------ | -------------------------------------- |
| 研究重点       | 个体自身的心理和行为                       | 团体或社会对个体的影响                 |
| 理解行为的途径 | 分析心理状态、情绪或人格等个体（内部）因素 | 分析权力、地位或角色等外部（社会）因素 |
| 首要目标       | 预测行为                                   | 描述行为                               |
| 主要方法       | 主实验，兼调查                             | 主调查和参与观察                       |

### 研究层面
社会心理学作为一门社会科学，社会行为是其研究领域之一，而研究此领域的学科却不止社会心理学一门。因为学科的不同，它们在研究和解释社会行为的时候，研究层面也会有所不同。主要有以下三个研究层面：:20-22
- 社会层面：社会学家和政治学家所采用的研究层面，常用比较广泛的外部因素来解释社会行为；
- 人际层面：社会心理学家所采用的研究层面，常用个体所处的情景和其人际关系来解释社会行为；
- 个人层面：人格心理学家和临床心理学家所采用的研究层面，常用个体特有的心理特质[註 14]来解释社会行为。

## 研究理论、研究方法和实验

### 研究理论
为了解释同一层面的问题，心理学逐渐发展出了许多理论，其中有些理论和社会心理学有着紧密联系，而有些则没有，但它们依然可以被用来解释社会心理和社会行为:22。

#### 生物理论
生物理论又称本能理论，主要支持者有美国心理学家威廉·麦独孤、奥地利心理学家西格蒙德·弗洛伊德和奥地利动物学家康拉德·洛伦兹等。此理论强调生物因素对个体行为的影响，认为个体的生物特征是与生俱来的，并在行为决定方面有重要作用:23。

#### 学习理论
学习理论原是行为主义的基础，在美国心理学家伯尔赫斯·弗雷德里克·斯金纳、美国心理学家乔治·A·米勒和美国心理学家约翰·多拉德等人将行为主义的理论原理运用在社会心理学上后，加拿大心理学家阿尔波特·班杜拉在20世纪70年代提出了社会学习理论:25。
社会学习理论认为个体的学习主要通过联结、强化和模仿三种机制实现，并有以下三个特点：:25-26
- 强调过去经验对个体行为的影响。假定行为来自于个体过去的学习经验，并忽视当时的情境细节；
- 强调外部事件的刺激、个体早期的强化过程和接触过的行为模式等外部因素的影响，较为忽视个体在当时情境下的感受和情绪等内部因素。即对个体行为的归因存在侧重点；
- 强调外显行为。通常只解释个体表现出来的行为，而忽视个体主观的心理状态。

#### 诱因理论
诱因理论强调行为带来的相对利益和相对损失，而不是个体过去的习惯，认为个体是否会做某种行为取决于其对行为结果所做的诱因分析，即简单地考虑行为结果是正性（有利）还是负性（不利）的。与学习理论相比，诱因理论强调个体在当时情境下的感受和情绪等内部因素，较为忽视个体早期的强化过程和接触过的行为模式等外部因素的影响:26。
在社会心理学中，主要有以下三种诱因理论：:26-27
- 理性决策论：此理论是经济学家对行为的基本看法。认为个体或团体在进行决策时会以理性的方式估算利益和损失，根据实现目标结果的概率做出最佳决策，即以最低的代价获得最大的利益；
- 交换理论：此理论将理性决策扩大到个体彼此间的互动。认为人际互动是个体所做的连续的理性决策，取决于个体对行为结果所做的诱因分析，强调相对利益和相对代价；
- 需求满足论：此理论认为人的需要应该被满足。认为行为因能满足某种需要或动机而产生。

#### 认知理论
认知理论认为个体的行为取决于其对社会情境的知觉和加工过程，这种过程的规律和个体对物体知觉的规律相似，个体会将复杂的社会情境知觉成类似图式的简单而有意义的形式，从而影响个体对社会情境的反应:27。归因理论和认知失调理论是两个重要的社会认知理论:28。
社会认知理论认为个体的认知过程有分类和聚焦两个原则:27。

#### 角色理论
角色理论是和社会学有着紧密联系的理论。此理论认为个体的行为受个体的社会角色所影响:28。

#### 社会认同理论
社会认同理论和角色理论较为相似，是在研究团体关系时所使用的主要理论。此理论认为影响个体的社会知觉、社会态度和社会行为的主要因素是个体对自己团体成员身份的认同感，个体不仅会从自己的成就中获得认同感，还会从同一个团体的其他成员处获得认同感:28。

### 研究方法
社会心理学中的研究方法可以归为相关研究和实验研究两个大类。相关研究是被动地观察两个变量之间的关系，实验研究则是人为地、主动地通过控制变量去探寻两个变量之间的关系:30。
研究的过程需要收集各种数据。在社会心理学的研究中，收集数据的方法主要有以下五种：:31-33
- 观察法：此方法通过直接观察被试[註 20]来获得第一手数据；
- 调查法：此方法和观察法类似，只是数据的来源不是主试[註 21]的观察，而是被试的主动报告；
- 实验法：此方法是社会心理学中最常用的研究方法。实验既可以在实验室中进行，也可以在自然情境中进行。通过预设情景和控制变量等手段来获得较为准确的量化数据；
- 元分析法：此方法通常被用来对正在进行或已完成的研究进行校验分析，使用一套统计程序来衡量数据或效应的信度和效度；
- 档案研究法：此方法通过对现存的档案、材料或数据等进行分析来获得结论。

#### 著名实验

第二张图中的哪条线和第一张图中的线一样长？是A、B还是C？在阿希从众实验中，人们通常跟随其他人的判断，哪怕其偏离了客观事实

米尔格拉姆实验：主试要求一位被试（甲）将其认为足够痛苦的电击施加给另一位知情被试（乙），尽管乙要求停止，但在主试的要求下甲仍会向乙施加电击

- 阿希从众实验：由美国心理学家所罗门·阿希于1956年所进行的一次关于从众现象的实验[21]；
- 米尔格拉姆实验：由美国心理学家斯坦利·米尔格拉姆于1961年所进行的一次关于服从现象的实验[22]；
- 斯坦福监狱实验：由美国心理学家菲利普·津巴多于1971年所进行的一次关于服从现象和路西法效应的实验[23]。

## 研究内容

### 自我

冰山图常用来比喻自我（ego）、本我（id）和超我（superego）之间的关系

自我又称自我意识，是个体在进行自我觉知时的习惯性倾向。其具有相对稳定性，可以被看作是一种人格特质:39-40。对自我的研究是社会心理学的核心内容:2。
关于自我的看法主要有以下九种：:39-40
- 美国心理学家威廉·詹姆士认为：自我具有二元性。自我既是由对自己的看法和信念所组成的宾我，又是一个活跃的信息处理器（即主我）；
- 美国心理学家库勒认为：自我是通过人际关系建立的，既是个人实体，又是社会产物——他人如何看待自己、他人如何评价自己，以及他人对这些投射的情绪反应（即投射自我，又称镜中自我）；
- 美国心理学家乔治·贺伯特·米德认为：社会经验在自我形成的过程中发挥了重要作用，没有社会经验便不可能产生自我；
- 美国心理学家哈里·斯塔克·沙利文认为：自我只有在人际关系中才能发展。强调自我的社会基础和人际关系基础；
- 奥地利心理学家西格蒙德·弗洛伊德认为：自我可以被分为自我、本我和超我，三者中的自我是人格的重要特质。自我是个体可以自己意识到的部分，以现实原则进行思考、感觉、判断和记忆，并寻求本我的满足，保护个体不受伤害。
- 美国心理学家卡尔·罗杰斯认为：自我是个体自我知觉的组织系统，代表了个体看待自己的方式；
- 美国心理学家马歇尔·罗森伯格（英语：Marshall Rosenberg）认为：自我是个体对自己思想和情感的总和；
- 美国心理学家理查德·沙维尔森（英语：Richard Shavelson）认为：自我是个体的自我知觉。其源于人际关系、个体特质和社会经验，通过经验和对经验的理解而形成，是一个多维度的、有一定层次的系统；
- 美国心理学家黑兹尔·罗斯·马库斯（英语：Hazel Rose Markus）和认为：自我是一个在内容和结构上的动态多面体，是不同图式、概念、原型和理论等的集合[24]。

#### 自我概念
自我概念是自我的认知方面，即个体对自己各方面的认识和信念的总和:39-41。
可以通过自我意识推测自我、通过自己的行为推测自我、通过他人的对自己行为的反应推测自我和通过社会比较推测自我四种方式来构建自我概念:41。
美国心理学家爱德华·托里·希金斯提出了自我参照效应和自我差异理论，其发现个体在认知和自己有关的信息的时候记忆效率更高，效果更好；并认为自我概念包括理想自我、应该自我和实际自我三个部分，理想自我和应该自我对自我概念具有指导作用:41。

#### 自我图式
自我图式是以信息加工的角度看待自我概念，用来组织和指引和个体有关信息的自我信念:40。
美国心理学家黑兹尔·罗斯·马库斯和认为自我图式构成了自我概念，能够帮助个体分类和提取经验:41。

#### 自我觉知
自我觉知是个体对自己的形象、行为、态度和价值观等方面的知觉，是个体将自己当作注意对象时的心理状态:42。
美国心理学家阿诺德·赫伯特·巴斯认为可以将自我觉知分为内在自我觉知和公众自我觉知两类:42。

#### 自我效能
自我效能是个体对自己某种能力的信念，此概念由加拿大心理学家阿尔波特·班杜拉于20世纪90年代提出:44。
个体可以通过成功经验、言语说服和情绪唤起等方式来提高自我效能感:45。

#### 自尊
自尊又称自我价值感，是个体进行自我评价的重要维度，和个体情绪有关。自尊可以分为外显自尊和内隐自尊，是人格成熟的重要标志:43。
自尊是个体对自己整体情况的满意程度，既可以是积极的，又可以是消极的。自尊的确立依赖于个体控制环境的成功经验和他人对其的积极评价。美国心理学家罗伊·鲍迈斯特认为个体可以通过用自我服务的方式去解释生活、用自我障碍的策略为失败找借口、用防御机制拒绝或逃避消极的反馈、用向下比较和补偿作用或在自己某方面受到怀疑时转向自己擅长的方面五种方式来提高自尊:44。

##### 自我确认
自我确认又称自我美化或自我强化，是个体收集和解释有利于对自己做正面评价的信息，以佐证自我概念的行为:44。
个体通过收集和解释和其自我概念相一致的外部评价性信息，拒绝与之相反的信息来提高自尊，使他人对其有一致性的认识和评价:44。

##### 自我表演
自我表演又称自我展示，是个体在他人对自己形成评价的时候进行自我展示的行为。个体为给他人留下好印象会经常进行自我表演，遇到失败则会表现出自我障碍行为或使用自我服务策略:45。
美国心理学家爱德华·埃尔斯沃思·琼斯认为自我表演策略主要有自我抬高、显示、谦虚、恳求、恫吓和奉迎六种:45。

##### 自我检控
自我检控是个体通过观察他人的自我表演来控制自己的自我表演的行为，即根据他人的表现来决定自己的行为:46。
美国心理学家马克·斯奈德和苏珊·菲斯克认为高自我检控的人擅长自我表演，更擅长根据情景他人的需要来进行自己的行为；低自我检控的人不善于在他人面前自我表演，会表现出自己真实的态度和感受:46。

##### 自我障碍
自我障碍又称自我妨碍，是个体提前准备用来解释自己失败原因的一套行为模式:46，通过预先假定自己会失败来维持或提高自尊:46。
个体常以自己受到各种外部因素影响为由引导他人将自己的成功归因于自己的能力，将失败归因于外部因素:46。

#### 自证预言
自证预言又称自我实现的预言，是他人被另一个人的期望所影响，做出按其期望进行某种行为的现象:47。
个体会对他人有一种先入为主的预期，这种预期不仅会影响个体对待他人及其行为的态度，其还会导致他人被这种预期和态度所影响而出现相应的行为倾向或做出被期望的行为，使预期成为现实:47。

#### 体像
体像是用来描述个体对自己躯体的知觉和有关现象的总称:48。
美国心理学家罗斯·汤普森 （页面存档备份，存于）认为青少年对自己体像的要求更高，并通过实验证明大部分青少年对自己的体像感到不满:48。

#### 自我偏差
自我偏差即认知偏误，是个体偏离系统范式所做的不具有合理性的判断。
个体从客观的感觉中获得信息，但主观地建构认知事实。个体受自我偏差的影响，可能会出现认知扭曲、判断失实或进行不合逻辑的解释等行为。

##### 焦点效应
焦点效应是个体在进行自我观察时，高估自己的突出程度，将自己看作是某一情境的中心，或高估他人对自己的注意程度的现象:48。
和焦点效应相对应的是透明度错觉，即个体会认为自己隐藏的情绪一经展现便随即会被他人发现，而实际上他人可能完全感知不到:48。

##### 自利偏差
自利偏差又称自我服务偏见，是个体无理由认为自己比他人更好的倾向:50。
个体在处理和自己有关的信息时，为了维持较高的自尊水平，会更轻易地为自己的失败找理由，并会更欣然地接受成功所带来的影响。个体倾向于将成功归因于自己的能力和努力，将失败归因于外部因素的不完善。:50
自利偏差会体现在生活的各个方面，如以下三个举例：:50
- 伦理道德：多数人认为自己比他人更有道德；
- 智力才能：多数人认为自己比他人更聪明、长相更好。当有人超过自己时，个体倾向将对方看成天才；
- 摆脱偏见：多数人认为自己比他人更没有偏见，更不容易被偏见所影响。

##### 盲目乐观
盲目乐观是一种个体的自我认知倾向。个体认为自己一直都会逢凶化吉，面对可能的失败通常不会采取预防措施。个体对自身能力的自负幻想和高估自己取得成功或规避失败的可能性是导致盲目乐观的原因之一:51。
盲目乐观会体现在生活的各个方面，如以下三个举例：:51
- 在性生活中意外怀孕的女性中，多数是因为她们不认为自己会意外怀孕，所以没有采取避孕措施；
- 赌徒、股民和房地产商等高风险群体会认为自己的直觉比对手的直觉更强，高估自己的盈利可能性；
- 多数的未成年人会认为如果自己成为成年人将取得更好的成绩。

##### 虚假一致性和虚假独特性
虚假一致性和虚假独特性是一种个体对他人的认知倾向。个体为了维持较高的自尊水平，会在虚假一致性的影响下过度高估他人和自己的想法或行为的同一性，在虚假独特性的影响下过度高估自己的智力、能力和道德。:51-52

#### 自我文化

##### 独立型自我和依赖型自我
独立型自我和依赖型自我是个体对自我认知的不同表现形式（模型），不同的形式会导致人际关系的差异:52。
具有独立型自我的个体更为关注自己并表现出更多的内在特质；具有依赖型自我的个体更为关注自己和他人之间的内在联系，表现出更多的公共成分:52。

### 社会认知、个体知觉和归因

#### 社会认知

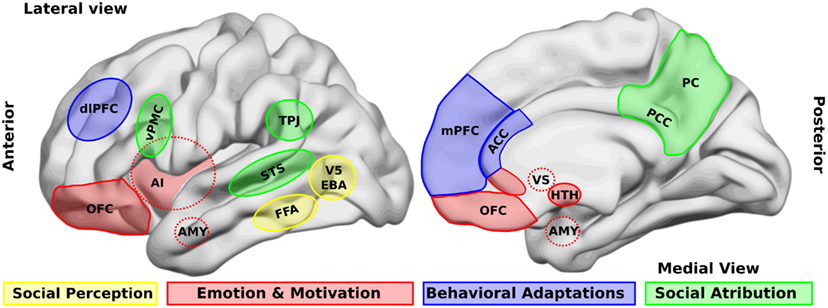
参与社会认知活动的脑区

社会认知又称社会知觉，是个体进行选择、理解、识记和根据社会信息进行推断人或事物的过程:59。主要有以下两种假设：:59
- 将个体看成是认知吝啬者：认为个体的认知资源是有限的，个体更倾向于使用更为简单且省力的而非更为深思熟虑的方式进行认知活动，不需要付出的时候绝不轻易付出[53]；
- 认为人们会努力形成对世界的准确印象。

##### 社会分类
社会分类是个体在认知他人时，通常并非将其当作是独立的个体，而是将其归为某一群体中的现象。群体可以分为“内群（我们）”和“外群（他们）”两种，对于不同的群体，个体可能会夸大群体内部的相似性和不同群体之间的差异性，导致发生外群体同质效应:59-60。这种分类受很多方面差别的影响，包括种族、性别、年龄、职业和政治倾向等，是引起偏见的原因之一。同时，个体在对待内群的成员时，相比对待外群的成员会更为友好，也更容易发生归因偏差和内群体偏好；

##### 图式
图式描述了一种思维或行为类型，其用来区分信息的类别，区分信息之间的关系。心理学家认为可以将图式分为个人图式、自我图式、团体图式、角色图式和剧本五种:61。

##### 社会认知法则
社会认知法则主要有便利法则、象征性法则、基础比例信息和锚定和调整法则四种:62-63。

#### 个体知觉
个体知觉是个体通过有限的信息认识他人的过程:65。知觉线索包括情绪、言语交流和非言语线索三种:70-71。

##### 系列位置效应
系列位置效应影响着个体对他人的印象形成过程，包括第一印象和整体印象两种:66-67。

##### 知觉偏差
知觉偏差是个体知觉过程的特性，包括晕轮效应和正性偏差和负性偏差两种:68-69。

#### 归因
归因是个体根据已有的外部信息或线索来判断个体的内在状态或根据个体的外在行为来推测行为原因的过程:73。

### 社会行为
社会行为是多个个体之间或多个团体之间、团体内部或多个团体之间的互动行为。

#### 侵犯行为
侵犯行为又称攻击性行为，是有意图、外显并伤害他人身心健康的行为。行为有“亲社会”和“反社会”两种倾向（意图），并非所有的侵犯行为都是坏事:131-132。

#### 亲社会行为
亲社会行为是个体自发地或有意图地帮助他人的行为，包括利他行为和助人行为两种:99。

### 社会交换和社会影响

#### 社会交换
社会交换是个体的社会生活的基本原则之一，可以使个体和他人建立积极联系:177。

#### 社会影响
社会影响是个体或团体的社会力量在特定方向上改变他人态度或行为的现象。社会力量主要来源于奖赏权、强制权、参照权、法定权、专家权、信息权、社会地位相联系的各种权力，以及被爱和受尊敬的影响力:183。
社会影响主要体现在社会促进、社会懈怠和去个体化三个方面:185-189。

#### 从众、顺从和服从
从众、顺从和服从行为是社会影响对个体行为的决定作用的直接体现:191。
从众是个体在压力下改变行为的倾向:191；顺从是个体在他人的直接请求下按照其要求改变行为的倾向:196；服从是个体在他人的直接命令下按其命令做出某种行为的倾向:198。

### 态度、偏见和说服

#### 社会态度
社会态度是社会心理学的核心问题:112。在社会心理学中，态度的定义多种多样，其中有以下三种具有代表性的观点：:112
- 美国心理学家高尔顿·威拉德·奥尔波特认为：态度是凭借经验组织起来的、影响个体对情景的反应的心理和神经的准备状态，其强调经验在态度形成中所发挥的作用；
- 美国心理学家大卫·克雷奇（英语：David Krech）认为：态度是个体对自己所生活的世界中的某些现象的动机过程、情感过程、知觉过程的持久组织，其强调现在的主观经验而不是过去的主观经验对态度形成的影响；
- 心理学家认为：态度是个体对某一特定事物或观念的由认知、情感和行为倾向三个成分所组成的心理倾向，其强调了态度的组成和特点。是目前心理学家们所公认的对态度比较好的解释。

#### 偏见
偏见是个体或群体基于不正确或不充分的信息对其他个体或群体形成的错误或片面的看法:139。

#### 说服
说服是个体试图形成、加强或改变他人态度或行为倾向的行为:129-130。
说服有三种说服模型：卡尔·霍夫兰德说服模型、路径和中心模型和Sears说服模型，以及一些说服策略:130-132。

### 人际关系

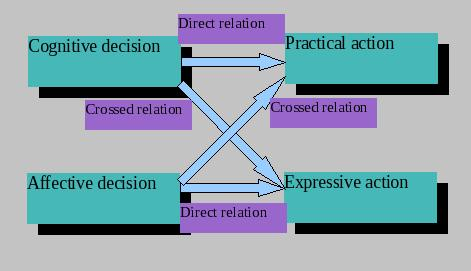
人际关系模型示意图

人际关系是个体在彼此交往的过程中形成的心理关系:146。
人际关系表现在个体对他人的影响和依赖两个方面，和他人建立良好的人际关系是个体的社会生活中最重要的任务之一:146。

### 团体

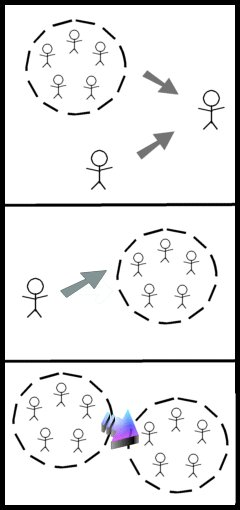
社会心理学研究团体内部成员之间、团体和其他团体之间的相互作用

在社会心理学中，团体是由一群相互依赖并相互影响的人所组成的集合，团体成员之间应有相互接触和互动的可能。规模是团体最重要的维度之一:205-206。
团体对个体心理的影响主要体现在以下三个方面：:206
- 归属感：即个体对团体的归属感，是某团体成员所具有的自己属于此团体的感觉。这种感觉可以衍生出许多情感，如：民族情感、爱国情感和家庭情感等；
- 认同感：即个体对一些重大事件和原则问题的认识和团体要求之间的同一性。个体通常将团体作为社会认同的对象，认同感影响着个体的心理和行为；
- 社会支持：即团体对个体的正强化作用。当个体的思想和行为等符合其所在团体的要求时，团体通常会对其加以赞许或进行鼓励，从而强化个体的特定行为。

#### 团体分类
根据个体彼此间关系的紧密程度可以将社会群体分为以下六种：:205
- 统计集合：根据某一特征对群体进行划分，如男性维基人、女性维基人、可男可女或非男非女的维基人。这种群体中的成员不一定彼此相识或有所互动，不能算作团体；
- 观众：根据某一相同的活动对象对群体进行划分，如山东青岛电视台某节目的观众。这种群体中的成员彼此不相识，也没有互动，不能算作团体；
- 群众：根据某一情境对群体进行划分，如在街头围观车祸现场的围观者。这种群体中的成员只在空间上较为接近，而彼此不相识，也没有互动，不能算作团体；
- 组或队：根据某一相同的目标对群体进行划分，如中国国家足球队。这种群体中的成员彼此间有所互动，可以算作团体；
- 家庭：这种群体中的成员彼此间有血缘、婚姻或收养关系等，通常共同居住，可以算作团体；
- 正式组织：这种群体中的成员以清晰、有结构的方式协作，以完成任务为目标。如维基媒体基金会，可以算作团体。

#### 团体规范
团体规范是团体用来保证其目标的实现，制约其成员思想、信念和行为的范围性准则，这使团体成员表现出一定程度的一致性:207。
松散的团体规范通常不会对团体成员产生较大影响，但可以使这种规范得以长久存在；严格的团体规范通常会对团体成员产生较大影响，但这种规范更容易受到团体成员的修改:208。
心理学家通常以规范的正式程度将团体规范分为正式规范和非正式规范两种:207。
团体规范的作用主要体现在以下三个方面：:207-208
- 保持团体的一致性：即维持团体认同感。团体规范不仅从外部约束着团体成员的思想、信念和行为方式，还从内部为团体成员提供了相互认同的依据，从而使某位团体成员和团体其他成员保持一致。团体规范的约束力影响着从众行为和团体决策；
- 为团体成员提供同一认知标准和行为准则：团体规范为不同团体成员提供一个衡量自己和他人思想、信念和行为方式的共同心理参照系，即团体中的统一标准；
- 惰性作用：团体规范会限制团体成员的努力水平，使团体成员不能表现得太好或太差，即霍桑效应。

#### 团体凝聚力
团体凝聚力是使团体成员团结一致的力量，通常用来衡量团体认同感的程度。美国社会心理学家利昂·费斯廷格认为团体凝聚力是作用于团体成员之间的使其能够留在当前团体的各种因素的合力，包括正性力量和负性力量:209。
团体凝聚力对团体成员的影响主要体现在以下四个方面：:211
- 团体成员的稳定程度：团体凝聚力越强的团体，其成员越不愿意离开，团体的稳定程度越高；
- 对团体成员的影响力：团体凝聚力越强的团体，其成员受到团体的影响更大，更容易出现从众行为；
- 团体成员的自尊程度：团体凝聚力越强的团体，其成员的自尊程度越高，表现出更低的焦虑，并更信任彼此；
- 团体产出和工作效率：团体凝聚力越强的团体，其成员的工作效率在团体规范倡导高效时越高，在团体规范不倡导高效时越低。

影响团体凝聚力的因素主要有以下四种：:210
- 需要的满足：团体越能满足其成员的需要，其凝聚力越大；
- 团体目标：当团体的目标和团体成员的目标相同时，其凝聚力越大；
- 团体活动：团体的活动越对其成员有吸引力，其凝聚力越大；
- 团体领导：在团体决策中允许团体成员参与的民主型领导，其所领导的团体凝聚力越大。

#### 团体领导
团体领导是对团体行为和信念产生并施加较大影响的人，能够发起活动、下达命令、陟罚臧否、调停争议并使团体向着达成目标前进:213。
美国社会心理学家罗伯特·弗里德·贝尔斯从社会影响的角度将团体领导分为任务型领导和社会情绪型领导两类:213。
有关团体领导的理论主要有：特质理论、胜任特征理论、领导与下属交换理论、权变领导模型、路径－目标模型和三重需要理论:213-219。
团体领导的效能除了受领导风格和情境因素的影响之外，还受以下两种因素的影响：:219-220
- 性别和领导方式：美国心理学家艾丽斯·伊格利（英语：Alice Eagly）和美国康涅狄格大学教授[62]通过研究指出，女性领导在带领团体进行决策时，相比于男性领导更愿意使用民主和参与性的方法，而男性领导则更愿意使用独裁和指导性的方法。同时，艾丽斯·伊格利认为女性在社会化过程中人际交往能力发展得比男性更完善；[63]
- 文化和领导方式：希腊心理学家哈里·查兰博斯·特里安迪斯（英语：Harry C. Triandis）通过研究指出，人们在不同的文化环境中所理想的领导的特征也有一些不同。在集体主义文化中，团体领导被认为应该更关心团体及其成员的需要和团体内的人际关系；在个人主义文化中，团体领导被认为应该更以任务为中心，并强调团体成员个人的成就。[64]

#### 团体沟通
团体沟通是实现团体实现其组织功能的重要保障，可以使团体成员相互了解，也是重要的团体活动课题:220。
团体沟通主要有以下两种特性：:220-221
- 团体成员发言不平等：在团体沟通时，无论何种话题、团体成员之间的熟悉程度如何，总会出现一或两位成员主导讨论的情况；
- 团体领导的主导作用：在团体沟通时，团体领导有突出的主导作用。团体领导是团体中最活跃的人，发言次数是其成为团体领导的必要条件。

用特定的模式表示团体沟通的方式时，可以分为以下四种沟通网络：:222
- 圆型：团体成员沟通机会均等，成员之间只能和自己相邻的成员沟通，不能和其他成员沟通；
- 链型：处在端点处的团体成员只能和自己相邻的成员沟通，处在中间的三位成员能和自己相邻的两位成员沟通，最中间的成员更为重要；
- 树（Y）型：链型的分支。处在端点处的团体成员只能和自己相邻的成员沟通，处在中间的两位成员能和自己相邻的成员沟通；
- 轮（+）型：处在端点处的团体成员只能和自己相邻的成员沟通，处在中间的成员能和所有的成员沟通。

团体沟通的顺畅与否会影响团体士气和效率。美国管理心理学家哈罗德·杰克·莱维特通过研究指出，团体成员相互交流的自由度越高，其满意度越高。在解决简单的问题时，集中度高的沟通更有利，因为团体领导可以较为迅速地收集到所有的信息；在解决复杂问题时，集中度低的沟通更有利，因为团体成员可以较为自由地交流所有的信息:222-223。
尽管团体通常有着共同的目标，但因为团体成员之间存在利益和矛盾、对其他团体成员行为的错误归因、使用不良的沟通方式和对利益和矛盾的知觉，还是会引发团体冲突。在心理学中，冲突是一种两个或多个社会成员之间因有不同的反应或期望而产生的紧张状态。冲突有零和非零两种形式，零和冲突是竞争性的、冲突一方的收益是另一方的损失，非零和冲突是非竞争性的、冲突一方的收益不等于另一方的损失:223。
解决冲突的方式主要有湯瑪斯─基爾曼衝突解決模型、协商式沟通和利用中间人沟通三种:223-225。
团体沟通方式的差异、沟通者的性别差异和沟通时的文化差异会导致沟通障碍:225-227。

#### 团体决策
团体决策是团体成员面对团体所遇到的问题，探寻问题解决策略的过程:218。

##### 一般性问题
团体决策的一般性问题主要有以下三种：:227-228
- 两类决策问题：智力问题和判断问题；
- 多数人和少数人对决策的影响：团体决策通常会选择多数人的意见，除非少数人的意见是由团体领导发出的或少数人对自己的意见极为坚持；
- 团体领导对决策的影响：团体领导的意见带有权威性。

##### 决策规则
团体决策的规则主要有一致性规则、优势取胜规则和多数取胜规则三种:229。

##### 决策方法
团体决策的方法主要有头脑风暴、德尔菲法、具名群体技术、阶梯技术和群体决策支持系统五种:229。

#### 团体极化
团体极化是经团体沟通使团体决策趋向极端的现象，即风险转移；或经团体沟通使团体决策趋向保守的现象。
团体在解决重要问题时，相比一般问题更容易发生团体极化现象。:231

#### 团体思维
团体思维又称小集团意识，是在高团体凝聚力的团体内部，因其成员在思考问题和决策时过度追求团体一致而使团体决策不能作出客观且实际的评价和方案的思维模式:233。

## 注脚
1. ↑  原句如此，属学术性定义。
2. ↑  约19世纪末－20世纪60年代。
3. ↑  如：性因素和无意识等。
4. ↑  即新精神分析学派。
5. ↑  如：自我和人格等。
6. ↑  即古典精神分析学派。
7. ↑  主要是力比多和无意识。
8. ↑  如：人格。
9. ↑  即奖励和惩罚。
10. ↑  即个体因素和环境因素。
11. ↑  如：女性问题和美国种族问题等。
12. ↑  如：性别、环境、政治、犯罪、司法、市场、消费、营销和健康等。
13. ↑  社会学、经济学、政治学和人类学等学科均对此领域有所涉及。
14. ↑  如：人格。
15. ↑  即本能和遗传差异。
16. ↑  即社会认知和社会知觉。
17. ↑  即个体在知觉事物前，会根据简单的原则将事物分类。
18. ↑  即个体在知觉事物时，会将注意集中到认知对象上，而忽视背景的影响。
19. ↑  如：个体在社会中所处的地位、接受的思想和行为方式等。
20. ↑  即被研究的个体或群体。
21. ↑  即研究人员。
22. ↑  “我是谁？”的一般性回答。
23. ↑  即个体对自己的内部特征和感受的知觉。
24. ↑  即个体对自己的外在表现的知觉。
25. ↑  可以是切身经验或替代经验。
26. ↑  即通过语言或行为将自己的正性信息（如：正直、成就和贡献等）展示给他人[35]。
27. ↑  即通过向他人展示自己的正性信息来引起他人的内疚。
28. ↑  即故意低估自己的正性信息。
29. ↑  即通过向他人展示自己的不足和对其的依赖，来引起他人的同情。
30. ↑  即通过威胁来使他人接受自己或自己的观点。
31. ↑  通过说他人爱听的话来抬高自己。
32. ↑  即对他人的期望。
33. ↑  [40]
34. ↑  如：情绪、态度、能力和价值观等。
35. ↑  如：亲密关系、人际关系、团体和社会角色等。
36. ↑  即根据某事件回忆起来的容易程度做出判断。
37. ↑  即根据某个事物和某个典型事物的相似性做出归类。
38. ↑  即根据某信息所占总体的比例做出判断。
39. ↑  即根据假设的初始点调整判断。
40. ↑  又称慈悲效应。
41. ↑  通常有正式的书面文件，并由上级或团体的其他成员所监督执行，只存在于正式团体中。如：学校规章和制度。
42. ↑  通常没有正式的书面文件，是由团体成员所约定俗成的行为标准，可以存在于正式团体或非正式团体中。如：社会风俗和习惯。
43. ↑  这种领导关心的是如何达成团体目标，通过指导下级以使下级达到其工作目标来体现自己的风格和价值。通常喜欢自己做决定，更为独裁。
44. ↑  这种领导关心的是团体成员的情绪和团体内部的人际关系。通常对团体成员更友好且富有同情心，协调能力更强，更为民主。
45. ↑  此处假设有一个五人团体。
46. ↑  即最终的团体决策受到所有团体成员支持。
47. ↑  即最终的团体决策受到一半以上的团体成员支持。
48. ↑  即在多个方案中没有显著占优势的方案时选择支持人数最多的方案。